# Willy Nord
Bror Axel Vilhelm "Willy" Nord, född 15 oktober 1896 i Landskrona, död 23 februari 1973 i Högalids församling i Stockholm, var en svensk fakir, eldslukare och trollkarl med mera. Hans artistnamn var Rani.
Willy Nord är begravd på Skogskyrkogården i Stockholm.

## Filmografi
- 1948 – Marknadsafton – eldslukaren